# معركة داني بوي
معركة داني بوي وقعت قرب مدينة العمارة في جنوب العراق يوم 14 مايو 2004، بين جنود من الجيش البريطاني وحوالي 100 مقاتل من جيش المهدي. سميت المعركة على اسم نقطة تفتيش بريطانية محلية تدعى "داني بوي".

## المعركة
نصب مقاتلو جيش المهدي كميناً لدورية من فوج أرغيل وساذرلاند هايلاندرز قرب نقطة تفتيش تُعرف باسم "داني بوي" قرب مجر الكبير. طلبت الفرقة الدعم من الكتيبة الأولى من فوج الأميرة ويلز الملكي، الذين تعرضوا أيضاً لكمين، وبسبب فشل في الاتصالات الإلكترونية، تأخر وصول الإمدادات البريطانية الأخرى. خلال الانتظار، خاضت القوات البريطانية واحدة من أعنف المعارك التي واجهتها في العراق. تضمنت الاشتباكات إطلاق نار على مسافات قريبة واستخدام الحِراب. استمرت المعركة حوالي ثلاث ساعات، قُتل خلالها 28 من مقاتلي جيش المهدي، وأصيب بعض البريطانيين بجروح دون وقوع قتلى.

## ما بعد المعركة
حصل الرقيب براين وود، من فوج الأميرة ويلز الملكي، على صليب الشجاعة العسكرية لمشاركته في المعركة.
في 25 نوفمبر 2009، أعلن بوب أينزوورث، وزير الدولة البريطاني لشؤون القوات المسلحة حينها، أن القاضي المتقاعد السير ثين فوربس سيرأس تحقيق السويدي. وُجهت تهم بأن 20 عراقياً أُسروا أثناء المعركة قد تم قتلهم، وآخرين تعرضوا للتعذيب. وزارة الدفاع البريطانية أنكرت أن الأسرى العشرين قد أُسروا أصلاً، مؤكدة أنهم كانوا جثثاً نُقلت للتعرف عليها وأُعيدت إلى عائلاتهم، بينما تسعة آخرين تم اعتقالهم واستجوابهم دون تعذيب. في مارس 2013، صرّح كريستوفر ستانلي من منظمة "رايتس ووتش" أن وزارة الدفاع تحاول الإفلات من انتهاكات جسيمة لحقوق الإنسان، بما في ذلك القتل، دون عقاب أو محاكمة.[بحاجة لمصدر] في 4 مارس 2013، بدأت جلسات تحقيق السويدي العلني في لندن. في 20 مارس 2014، أعلنت شركة "محامو المصلحة العامة"، التي تمثل عائلات العراقيين القتلى، سحبها للاتهامات ضد الجنود البريطانيين. وأقرت بعدم وجود دليل على أن العراقيين كانوا أحياء حين دخلوا المعسكر البريطاني.
في 17 ديسمبر 2014، صدرت نتائج التحقيق الذي بلغت تكلفته نحو 25 مليون جنيه إسترليني. خلص التحقيق إلى أنه لم يُقتل أي أسرى، ولم تُشوه جثثهم، وأن الشهادات التي زعمت عكس ذلك كانت كاذبة عمداً. لكنه وجد أن تسعة أسرى عراقيين تعرضوا لسوء معاملة من قبل الجنود البريطانيين، دون قصد التعذيب. وأكد القاضي ثين أن "أخطر الاتهامات" التي "لاحقت الجنود البريطانيين لعشر سنوات" كانت "بلا أساس". كما وصف التحقيق تلك الادعاءات بأنها "أكاذيب متعمدة، وتخمينات متهورة، وعداء متأصل". نتيجة لذلك، أُحيلت شركتا "محامو المصلحة العامة" و"لي داي" إلى هيئة تنظيم المحامين. وفي أغسطس 2016، أُغلقت شركة "محامو المصلحة العامة"، وأعلنت الحكومة البريطانية اتخاذ تدابير لمنع الادعاءات الكيدية ضد قواتها المسلحة. في ديسمبر 2016، اعترف البروفيسور فيل شاينر، رئيس الشركة، بذنبه في التهم المتعلقة بسلوك مهني غير لائق، وتم شطبه من سجل المحامين في فبراير 2017.

## في السينما والتلفزيون
صُوّرت المعركة وتبعاتها في دراما بي بي سي تو لعام 2021 تحت عنوان داني بوي، من بطولة أنتوني بويل وتوبي جونز.